# Хофбург
Хо́фбург (также Го́фбург, нем. Die Hofburg — Дворцовый, придворный город) — зимняя резиденция австрийских Габсбургов и основное местопребывание императорского двора в Вене. Всего в резиденции 2600 залов и комнат. Некоторые из помещений с 1946 года используются как официальная резиденция президента Австрии. Около 5000 человек живут или работают в районе Хофбурга, который вместе с Хельденплац ежегодно посещают около 20 миллионов человек. Здания Хофбурга образуют ансамбль, который является частью Всемирного наследия исторического центра Вены.

План Хофбурга:
1) Швейцарское крыло
2a) Августинская церковь
2b) Августинский монастырь
3) Конюшни
4) Амалиенбург
5) Леопольдово крыло
6) Редут-зал
7) Зимняя школа верховой езды
8) Императорская библиотека
9) Августинское крыло
10) Дворец эрцгерцога Альбрехта
11) Императорская канцелярия
12) Банкетное крыло
13) Михайловское крыло
14) «Новый замок»
15) «Corps de Logis»
16) Пальмовая оранжерея

Средневековый замок, вероятно, был построен на этом месте задолго до Габсбургов. По документам известно, что уже в 1279 году австрийские эрцгерцоги жили именно в Хофбурге. Средневековые сооружения, расположенные вокруг ренессансного Швейцарского дворика, включают в себя готическую капеллу XV века и императорскую сокровищницу, в которой ныне выставлены клейноды правителей Священной Римской империи.
Практически каждый из императоров династии Габсбургов продолжал расширять и перестраивать столичную резиденцию. Для этой цели они выкупали у владельцев соседние здания, сносили их, после чего возводили на освободившихся участках новые корпуса дворцового комплекса. Так возникла характерная для Хофбурга планировка двориками:
- при Фердинанде I появились Швейцарские ворота;
- при Максимилиане II — конюшни, позднее переоборудованные под художественную галерею;
- при Рудольфе II — крыло с покоями императрицы, впоследствии названное Амалиенбургом;
- при Леопольде I — придворный театр (1666—1683 гг.)[4], винные погреба и Леопольдово крыло с парадными залами для приёмов;
- при Карле VI — грандиозное здание Испанского манежа (где до сих пор живут и выступают кони липицианской породы) и императорская библиотека с пышным скульптурным оформлением (архитекторы — отец и сын Фишер фон Эрлахи);
- при Марии Терезии — придворный Бургтеатр;
- при Иосифе II — Йозеф-плац с конной статуей императора.

## История архитектурного ансамбля
После сноса старых городских стен Вены вдоль новой Рингштрассе в 1858 году императором Францем Иосифом было принято решение расширить Хофбург за счёт строительства Нового Бурга (Neue Burg). Возникла идея реконструкции центра Вены и создания грандиозного ансамбля императорских резиденций и административных зданий. В 1867 году по желанию императора Франца Иосифа I был объявлен конкурс и определено расположение основных зданий Хофбурга, а также, по другую сторону Рингштрассе, Площади Марии Терезии (Maria-Theresien-Platz) и двух симметрично расположенных зданий — Музея естественной истории и Музея истории искусств. Участие в конкурсе принял австрийский архитектор Карл фон Хазенауэр, он же смог убедить Готфрида Земпера, работавшего тогда в Цюрихе, приехать в Вену.
Архитектор Земпер не был австрийцем, он родился в Гамбурге. Работал в разных столицах Европы (Лондоне, Париже, Дрездене) и был известен как архитектор выставочных и театральных зданий. В Лондоне Земпер был привлечён к разработке экспозиций первой Всемирной выставки 1851 года. В Дрездене Земпер завершил формирование Цвингера, связав старый барочный ансамбль со зданием новой картинной галереи в стиле неоренессанса и нового театра (Опера Земпера, или Саксонская государственная опера Дрездена).
Земпер и Хазенауэр подошли к реализации идеи как к широкому градостроительному проекту. Был создан проект с несколькими величественными сооружениями, которые включали два музея, новый театр, манеж, монумент австрийской императрицы Марии Терезии (проект Карла фон Хазенауэра), и всё это в стиле неоренессанса с элементами необарокко. В реконструкции Хофбурга Земпер стал продолжателем стиля венского барокко. Архитектура должна была отражать мощь и величие империи. Поэтому Земпер предложил связать ось нового Хофбурга с древнеримской Виндобоной. Именно там был некогда дворец римского наместника в австрийских землях и именно там скончался римский император Марк Аврелий. Архитектор своим ансамблем подчёркивал символическую связь австрийских императоров с императорами Древнего Рима. Величественный ансамбль, спроектированный Земпером, не был воплощён в реальности полностью. Но Вена и император получили два крупнейших музейных здания.
Строительные работы затянулись до 1913 года и завершены были перед самой Первой мировой войной. К тому времени архитектор-модернист А. Лоос напротив пышного Михайловского крыла (Михаэлертракт) на Михаэлерплац выстроил административное здание Дом Лооса. Существует легенда, что здание шокировало престарелого императора до такой степени, что он избегал выезжать в город из Хофбурга через ворота Михайловского крыла и приказал завесить те окна дворца, через которые был виден «отвратительный дом».
Из-за начала войны так и не были полностью осуществлены планы устройства колоссального «Имперского форума» (Kaiserforum), была построена только площадь Хельденплац. 15 марта 1938 года с балкона Нового замка Гитлер провозгласил аншлюс.

## См. также

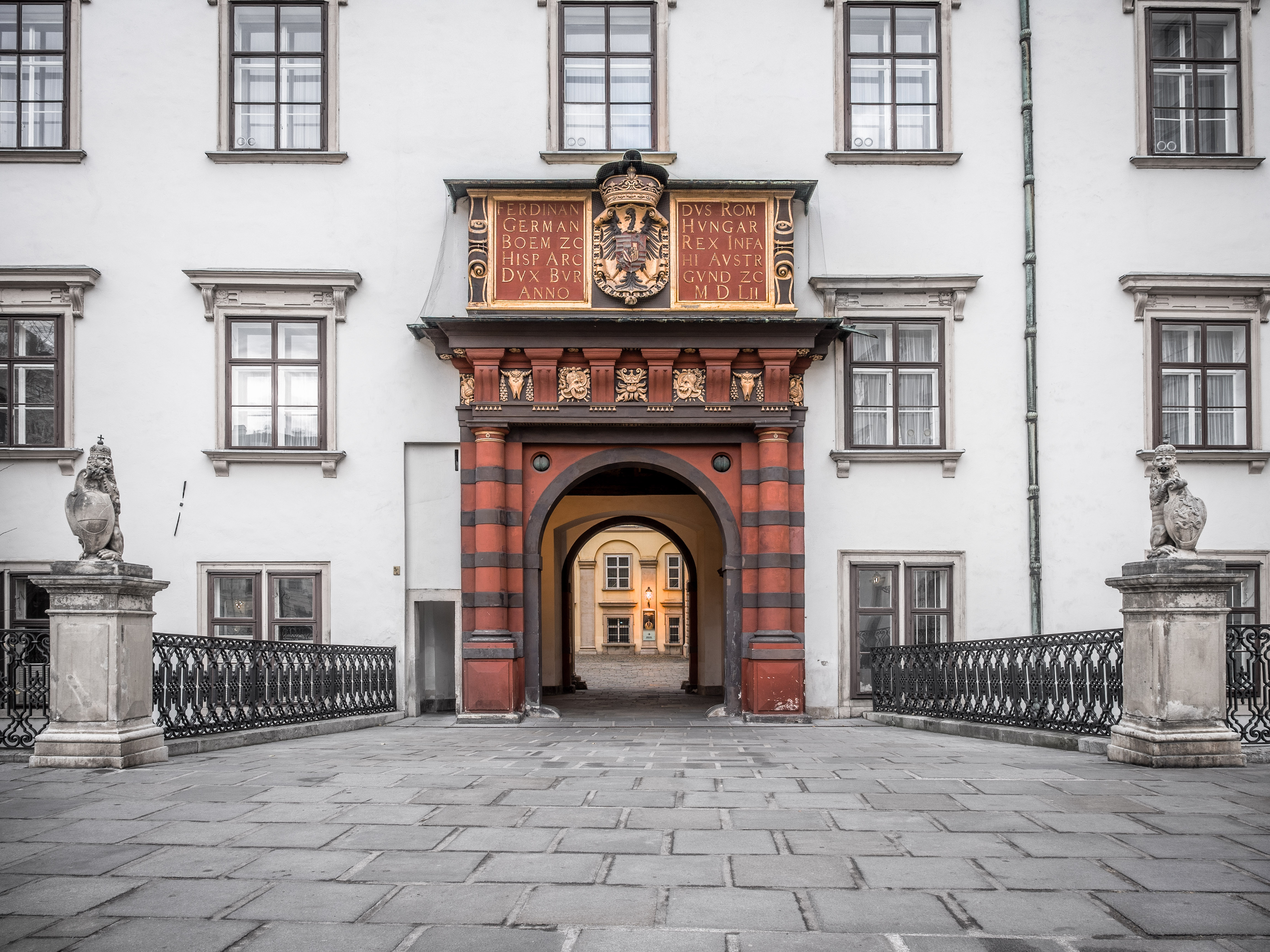
Швейцарские ворота
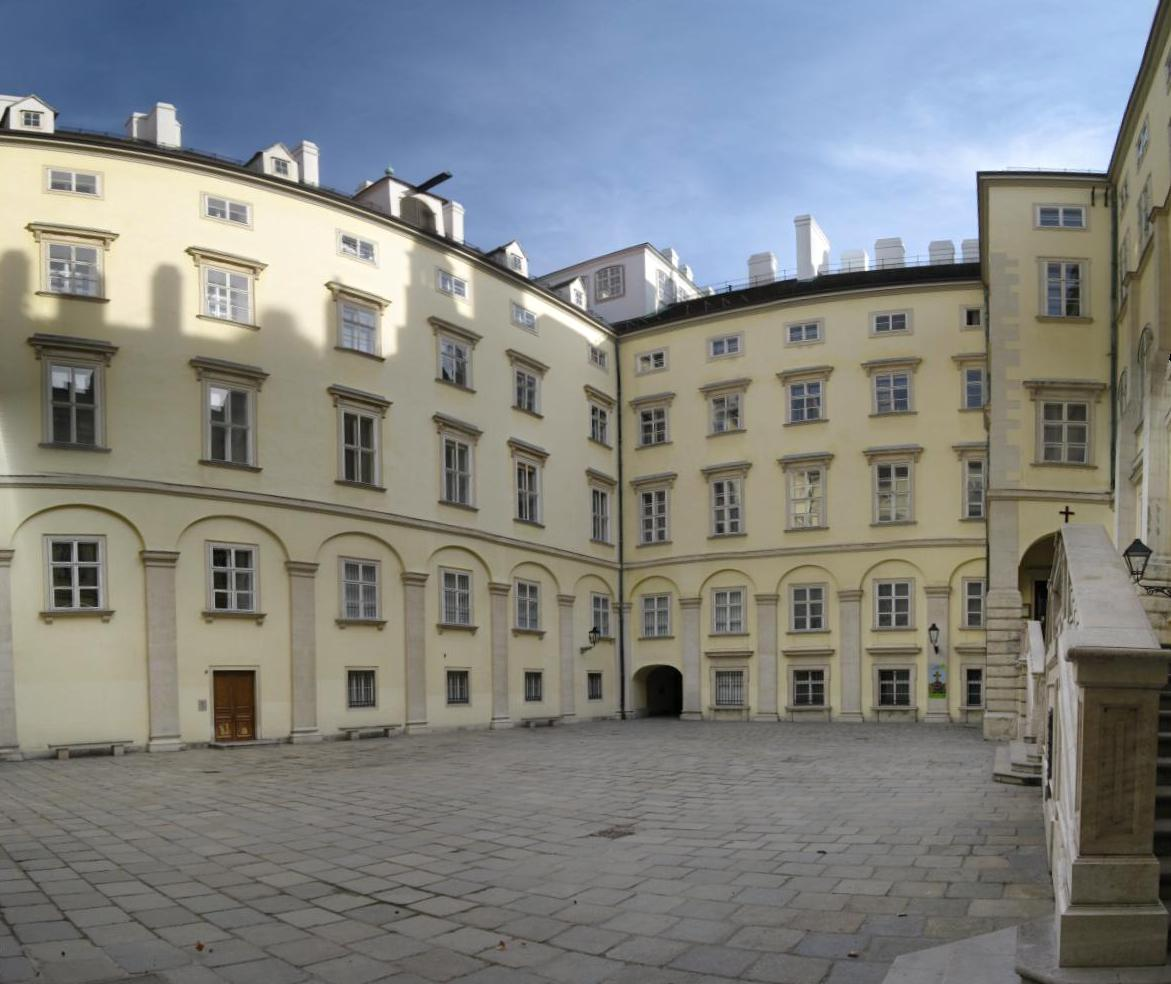
Швейцарский двор, самый старый двор Хофбурга
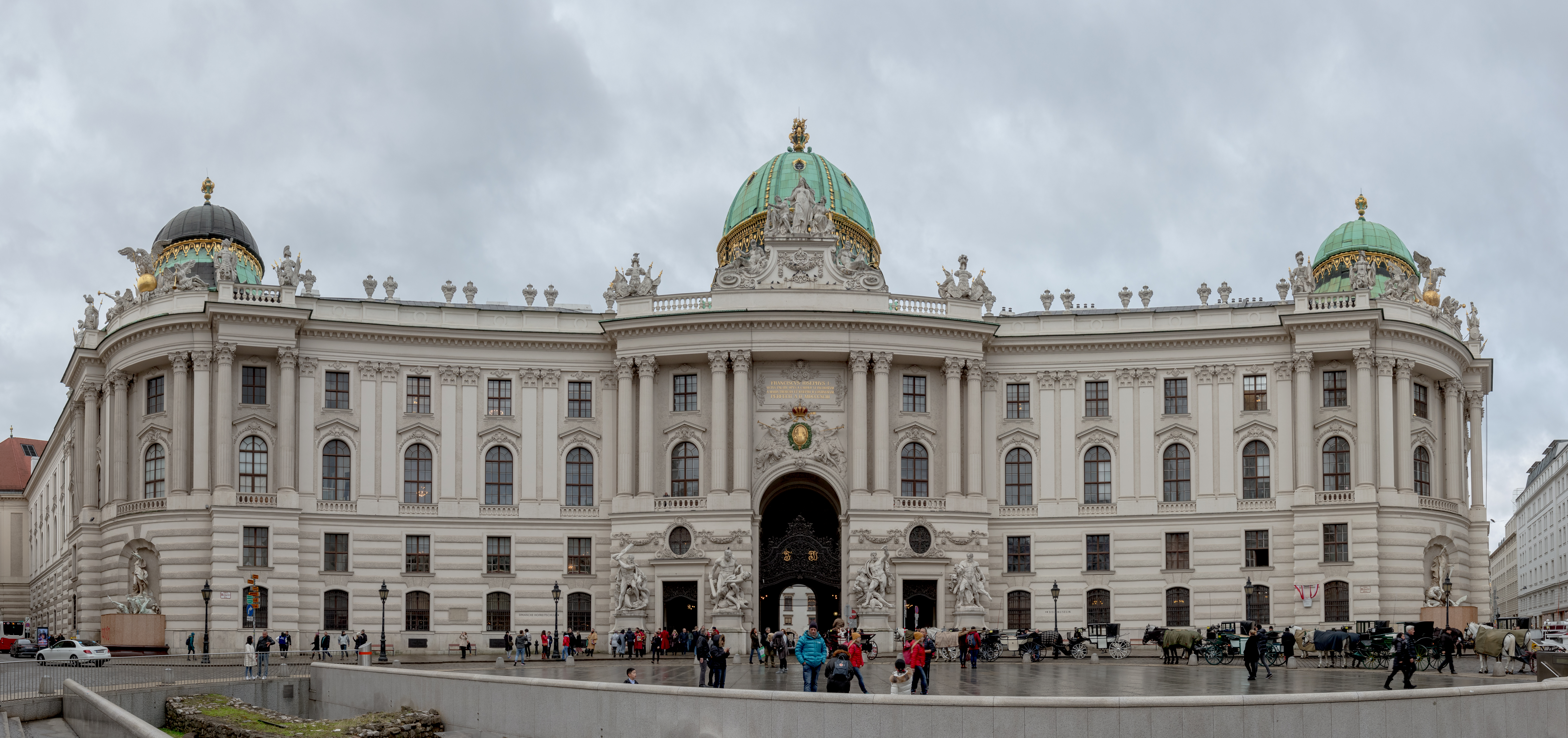
Крыло Святого Михаила
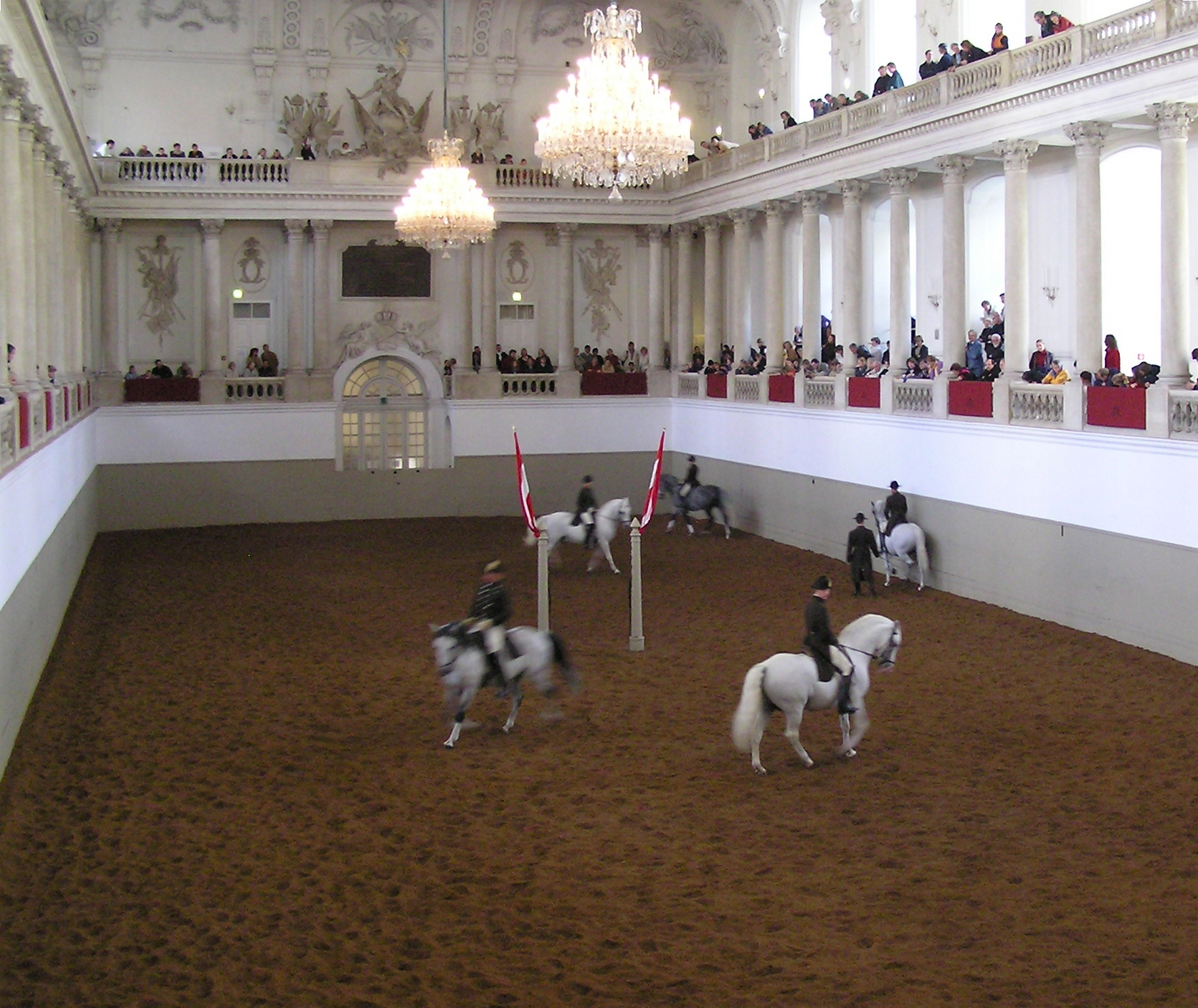
Представление в Испанском манеже
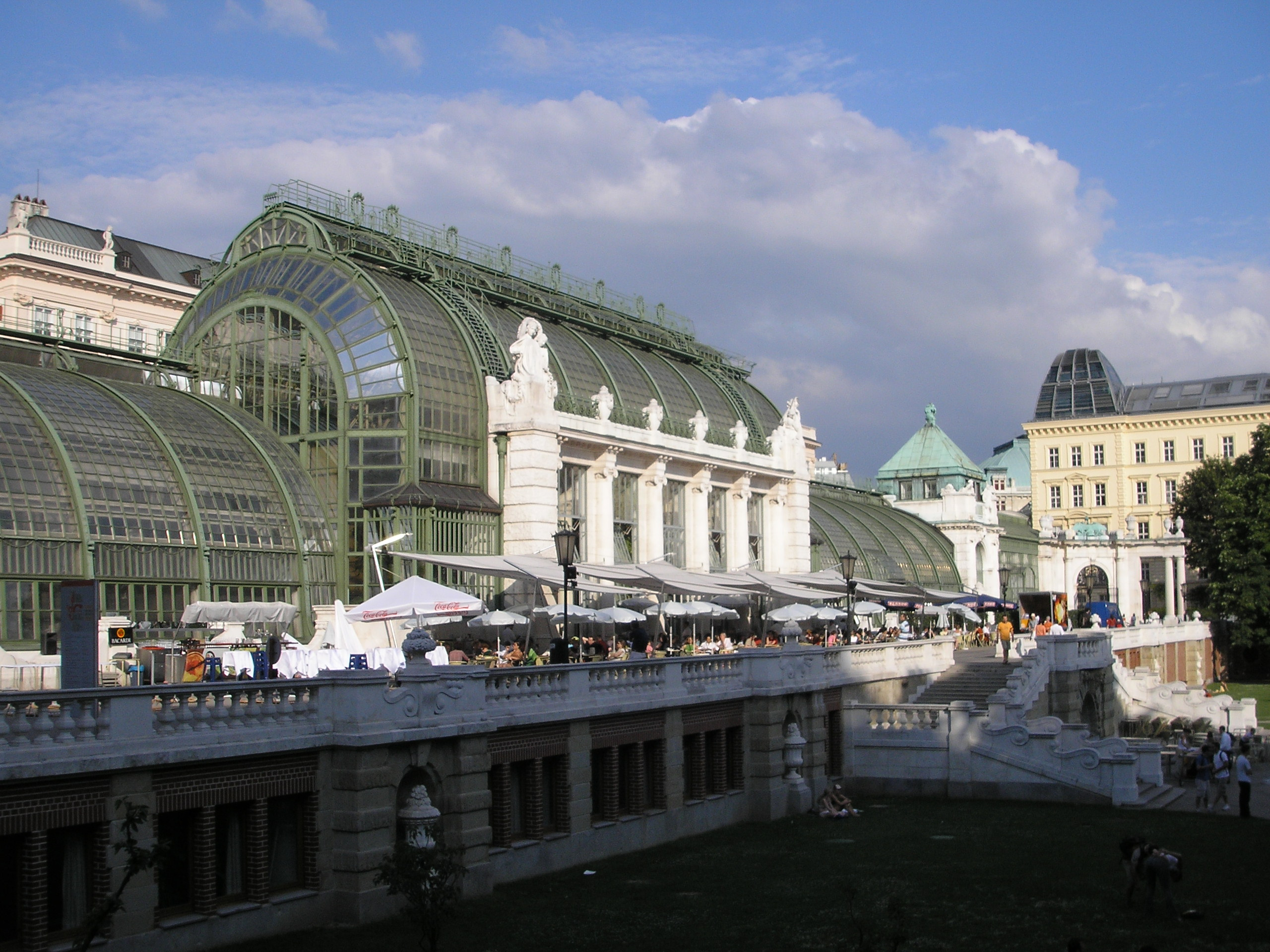
Пальмовая оранжерея
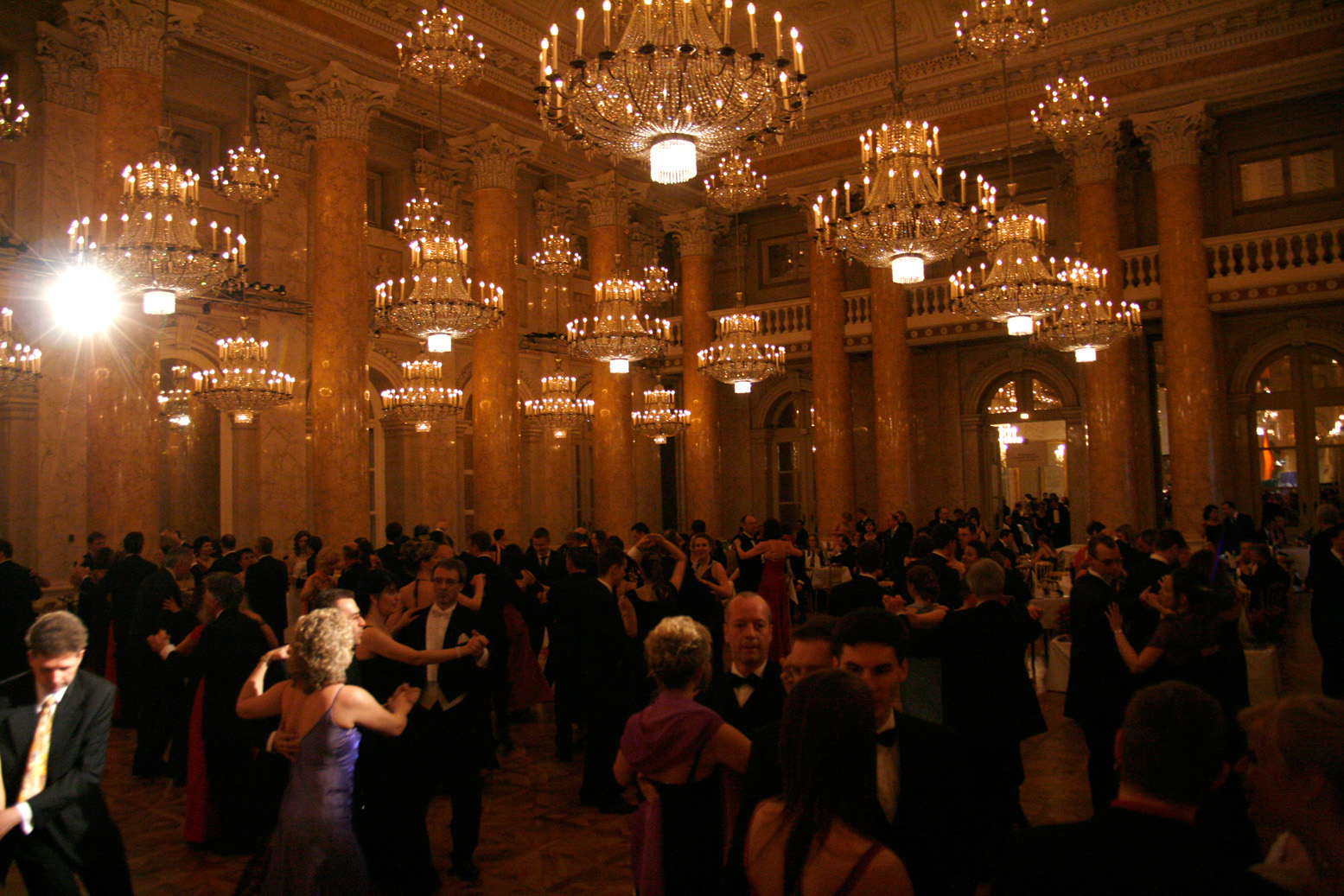
Бал в одном из залов Хофбурга
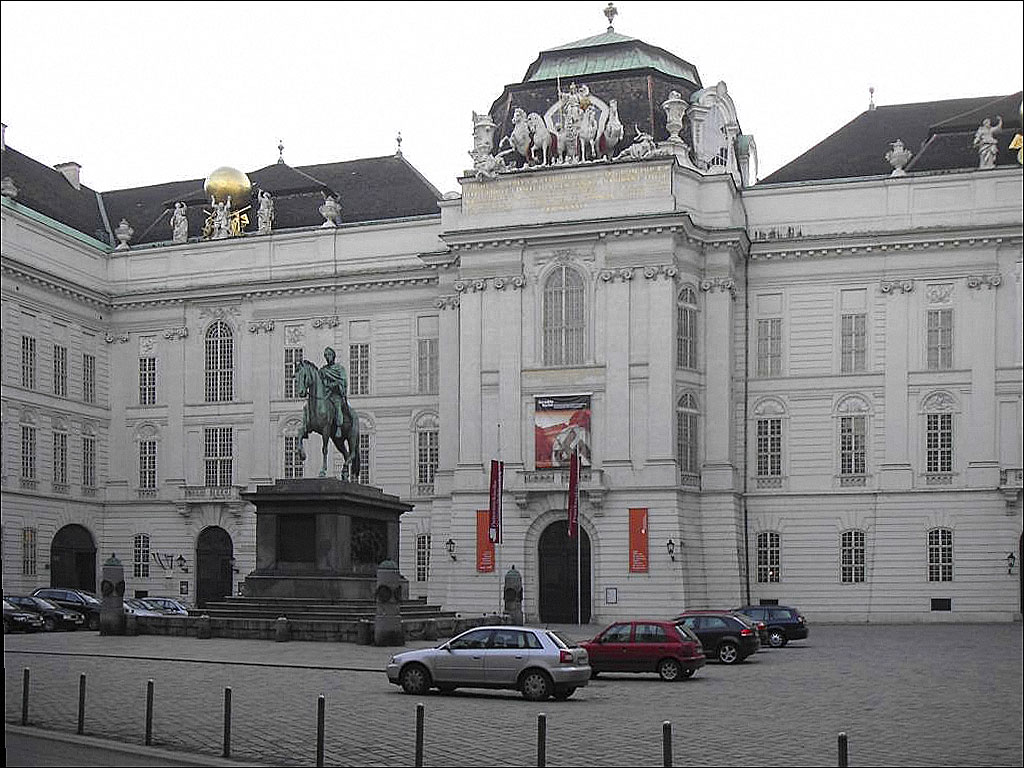
Памятник Иосифу II перед Императорской библиотекой